# 維京音樂 (日本)
維京音樂（英語：Virgin Music）是日本環球音樂公司內部的音樂廠牌。

## 概要
2014年4月15日，由日本音樂廠牌「EMI-R」與西方音樂廠牌Universal International旗下的日本音樂廠牌「Delicious Deli Records」合併成立新廠牌「Virgin Music」，並由加藤公隆擔任董事總經理。
成立Virgin Music，目的是創建一個廠牌，利用海外網路，創作出具有高音樂性的作品，也可以得到音樂愛好者的廣泛共鳴。

## 所屬藝人
- ユイカ
- Ado

## 外部連結
- Virgin Music (Artist - UNIVERSAL MUSIC JAPAN) （页面存档备份，存于）